# Quinto (juego)
El quinto es un juego típico de las fechas navideñas que se juega en varias localidades del Vallés Occidental, de Ampurdán, del Garraf, y de otras comarcas catalanas. También es popular en Francia y en Valonia (Bélgica). Dependiendo de la zona, se le conoce también por otros nombres, como "Quine" (en francés "quinto") Quina, Plena o Loteria Vella (Lotería vieja).

## Funcionamiento

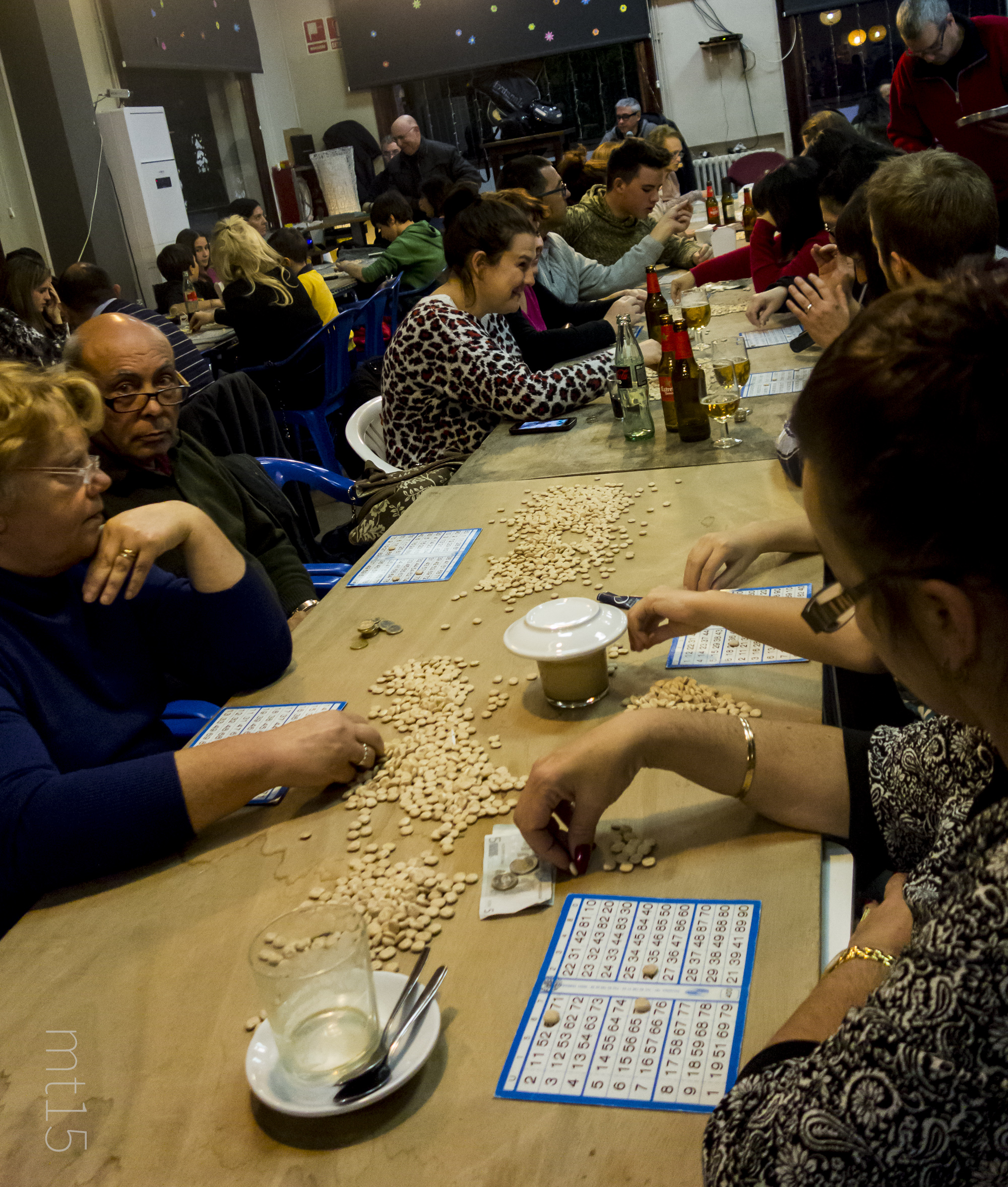
Jugadores de Quinto

Su mecánica es parecida a la del bingo. Cada jugador posee una tarjeta grande con todos los números desde el 1 hasta el 90, con una distribución diferente de los mismos en cada una. El juego consiste en ir marcando los números a medida que se van “cantando”. Las cifras se distribuyen en filas de cinco, que, a su vez, forman seis recuadros de tres filas. El primer jugador que completa una fila cualquiera de números hace línea y gana; a continuación se juega para quinto, venciendo el primero que completa uno de los recuadros de tres filas.
En Tarrasa no se hace quinto sino solamente llena.
Lo que diferencia este juego del bingo es que la persona que canta los números, denominada lloro, lo hace acompañando éstos con dichos y refranes alusivos, ya sean tradicionales o adaptados a la época en que se juega, dando así un toque de humor y convirtiendo el juego en una fiesta. También se caracteriza porque los jugadores marcan las cifras cantadas con alubias. Los premios, además de pecuniarios, suelen consistir en lotes navideños u otros regalos materiales.
La figura del loro es muy importante. Debe sacar los números de la cesta, cantarlos y colocarlos, de modo que mientras canta el anterior, ya está sacando el siguiente. No se puede equivocar y en caso de quinto o llena debe ser él / ella quien lo valide. Hay que aprender todas los dichos populares y santos del santoral. Últimamente los loros han incorporado nuevas palabras para los números. Cuanto más santos y palabras cante el loro, y menos números diga, más entretenido y divertido será el quinto.
En cualquier partida un jugador puede pedir jugar la carta , si está libre, que consiste en el tablero donde el loro coloca las bolas , donde los 90 números se sitúan consecutivos.Lo que diferencia este juego del bingo es que la persona que canta los números , llamada loro , lo hace con dichos y chistes ya sean tradicionales o adaptados al tiempo en que se juega así, da un toque de humor y convierte el juego en una fiesta. También se caracteriza por el hecho de que los jugadores marcan los números cantados con semillas de plantas ( maíz, almortas ... ) y los premios , además de dinero, suelen ser lotes de Navidad o de otros premios materiales.
En cualquier partida un jugador puede pedir jugar la carta , si está libre, que consiste en el tablero donde el loro coloca las bolas , donde los 90 números se sitúan consecutivos.
A veces , y de manera simultánea con un quinto habitual , se hace el Antiquinto o Qué del desgraciado , que consta en hacer ganar a quien marque el último la bola.
- Datos: Q3414539
- Multimedia: Quinto (game) / Q3414539